# Ceftolozane
Le ceftolozane est un antibiotique de la famille des céphalosporines. Il possède une activité bactéricide accrue contre Pseudomonas aeruginosa et un spectre élargi à certaines entérobactéries productrices de bêta-lactamases à spectre étendu (EBLSE), qui sont habituellement résistantes aux céphalosporines plus anciennes (ceftriaxone, ceftazidime). 
Structurellement apparentée au ceftazidime, une céphalosporine de troisième génération qui possède elle aussi une activité spécifique contre le Pseudomonas aeruginosa et les bactéries à Gram négatif, mais de découverte et d'utilisation plus récente que les autres C3G, le ceftolozane est difficilement classable dans une génération de céphalosporines. En effet, les C5G sont caractérisées par leur activité sur le Staphylococcus aureus résistant à la méticilline dont est dépourvue le ceftolozane. Dans le milieu médical, on la qualifie souvent de "nouvelle" C3G.
Il est actuellement disponible uniquement en association au tazobactam dans la forme commerciale Zerbaxa. L'AMM a été octroyée au laboratoire MSD en 2014 aux États-Unis et l'année suivante en Europe.

## Mécanisme d'action
Comme tous les antibiotiques de la famille des bêta-lactamines, il agit en inhibant la synthèse du peptidoglycane de la paroi bactérienne.
La présence d'un groupement 7-aminothiadiazole permet une activité accrue contre les bactéries à Gram négatif.
Plusieurs éléments permettent à la molécule de résister à l'hydrolyse de certaines bêta-lactamases produites par les bactéries ciblées : la présence d'une chaîne latérale lourde (pyrazole en position 3) et d'un groupe alkoximine, mais surtout l'adjonction systématique de tazobactam.

## Utilisation clinique
Il existe sous le nom commercial de Zerbaxa en association avec du tazobactam, à raison de 0,5 g de tazobactam pour 1 g de ceftolozane, sous forme d'une poudre pour solution injectable par voie intraveineuse. Il s'agit d'un médicament restreint à l'usage hospitalier.
Il est utilisé dans les indications suivantes :
- infections intra-abdominales compliquées ;
- pyélonéphrites aiguës ;
- infections urinaires compliquées ;
- pneumonies nosocomiales, y compris celles acquises sous ventilation mécanique (PAVM).

Son spectre antibactérien en fait une des antibiothérapies de dernier recours contre le Pseudomonas aeruginosa multi-résistant.